# Porto (Hiszpania)
Porto – gmina w Hiszpanii, w prowincji Zamora, w Kastylii i León, o powierzchni 200,82 km². W 2011 roku gmina liczyła 216 mieszkańców.